# كارل لودفيغ (أمير بادن الوراثي)
كارل لودفيغ من بادن (الألمانية:Karl Ludwig von Baden؛ 14 فبراير 1755 - 16 ديسمبر 1801)؛ كان ولي عهد مرغريفية بادن، هو ابن البكر لوالديه كارل فريدرش مرغريف بادن آنذاك وزوجته الأولى لاندغرافين كارولين لويز من هسن دارمشتات، ومن خلال زواج أبنائه الرائع، أصبح يُعرف بـ"حمو أوروبا".
كان كارل لودفيغ يعاني من السمنة والمرض، اعتبر ولي العهد طوال حياته أولاً لمرغريفية بادن-دورلاخ ثم لمرغريفية بادن منذ 1771 بعد اتحاد مع بادن-بادن، ومنذ عام 1773 شارك في اجتماعات مجلس الدولة الخاص في كارلسروه، وفي 15 يوليو 1774 تزوج من ابنة خاله أمالي من هسن-دارمشتات، وفي عام 1795 أصبح جنرال المدفعية لمنطقة شوابيا الإمبراطورية، وبعد زواج ابنته لويز من وريث العرش الروسي ألكسندر حصل أيضًا على رتبة جنرال في الجيش الروسي.
توفيت والدته منذ 1783 ولكنه والده سعى إلى الزواج مرة أخرى، لأن حتى الآن لم يكن لهما أبناء ذكور سوى البنات، وخوفًا من يفقد امتيازاته لصالح إخوة غير أشقاء أصغر سناً في المستقبل، عارض كارل مع أخوته الأشقاء هذا الاقتراح وشجعوه على اتخاذ عشيقة، بحيث وقع اختيارهم على فتاة صغيرة جميلة من حاشيته لويز كارولين ابنة إحدى البارونات وذو 15 عامًا (في حين المرغريف يبلغ من العمر 55 عامًا).
رفضت الفتاة أن تصبح عشيقة وطالبت بالزواج، وبهكذا في عام 1787 تزوج المرغريف البالغ من العمر ستين عامًا منها، واعتبر زواج مرغنطي، والتي شاركت مكائد السياسية.
في عام 1801 قام كارل لودفيغ وزوجته أمالي بزيارة ابنتهما لويز، التي أصبحت الآن إمبراطورة روسيا القرينة باسم إليزافيتا ألكسيفنا، وخلال رحلة العودة من روسيا قام أيضًا بزيارة ابنته الأخرى فريدريكه ملكة السويد، ولكن عندما أراد العودة إلى بادن في 15 ديسمبر بعد إقامته في قلعة غريبسهولم، وقبل وصوله إلى أربوغا انزلقت عربة السفر وانقلبت مما أدى إلى إصابته بسكتة دماغية، تم نقله إلى أربوغا حيث توفي في 16 ديسمبر بعد أن ظل فاقدًا للوعي لمدة اثنتي عشرة ساعة، بقيت أرملته في السويد حتى مايو 1802.
منذ وفاته أصبح ابنه الوحيد كارل لودفيغ فريدرش وريث جده المسن، ومنذ 1803 تم ترقية والده إلى مرتبة الأمير الناخب بموجب قرار رئيس لمجلس المبعوثين الإمبراطوري، وبعد انحلال الإمبراطورية الرومانية المقدسة في 1806 أصبح الدوق الأكبر، وفي 1811 أصبح ابنه كارل خليفة والده، وكان أحد المقربين من نابليون بونابرت، وإما عقليته توفيت في 1832 أي بعد ثلاثون سنة من وفاته.

## الذرية
| الاسم                                                       | الصورة | الميلاد              | الوفاة         | ملاحظة |
| ----------------------------------------------------------- | ------ | -------------------- | -------------- | --- |
| كاترينا أمالي كريستين                                       |        | 13 يوليو 1776 (تؤام) | 26 أكتوبر 1823 | غير متزوجة، رغم مفاوضات للزواج العديدة. |
| كارولين ملكة نافاريا القرينة                                |        | 13 يوليو 1776 (تؤام) | 13 نوفمبر 1841 | تزوجت من ماكسيمليان الأول يوزف كان أمير ناخب ثم ملك بافاريا، لهم ذرية؛ فهما جدا فرانتس يوزف إمبراطور النمسا-المجر وقرينته إليزابيث البافارية. |
| لويز ماري أوغست إليزافيتا أليكسيفنا إمبراطورة روسيا القرينة |        | 24 يناير 1779        | 16 مايو 1826   | تزوجت من ألكسندر الأول إمبراطور روسيا؛ لهم ابنتان صغيرتين.                                                                                    |
| فريديريكا ملكة السويد القرينة                               |        | 12 مارس 1781         | 25 سبتمبر 1826 | تزوجت من غوستاف الرابع أدولف ملك السويد، لهم ذرية.                                                                                            |
| ماري دوقة براونشفايغ-فولفنبوتل القرينة                      |        | 7 سبتمبر 1782        | 20 أبريل 1808  | تزوجت من فريدرش فيلهلم دوق براونشفايغ-فولفنبوتل، لهم 3 أبناء.                                                                                 |
| كارل فريدرش                                                 |        | 13 سبتمبر 1784       | 1 مارس 1785    | توفي صغيراً. |
| كارل لودفيغ دوق بادن الأكبر                                 |        | 8 يونيو 1786         | 8 ديسمبر 1818  | تزوج من ستيفاني دو بوارنيه، لهم 4 أبناء، فما جدا كارول الأول ملك رومانيا.                                                                     |
| فيلهلمين دوقة هسن والراين الكبرى                            |        | 21 سبتمبر 1788       | 27 يناير 1836  | تزوجت من ابن خالها لودفيغ الثاني دوق هسن الأكبر، لهم ذرية بما في ذلك ماريا ألكسندروفنا إمبراطورة روسيا القرينة.                               |

## جوائز
حصل على جوائز منها:
- وسام سيرافيم
- نيشان فرسان القديس أندراوس.